# Sydney Football Stadium
L'Estadi de Futbol de Sydney (Sydney Football Stadium en anglès) és un estadi multiús situat a la zona de Moore Park, a prop de Sydney, a Austràlia, la construcció de l'estadi va començar el 1986 i va ser conclòs el 1988, l'estadi és utilitzat com a seu d'esdeveniments de futbol, futbol australià i rugbi entre altres esdeveniments com concerts.

## Història
Abans de la construcció de l'estadi l'estadi principal de la ciutat de Sydney era el Sydney Cricket Ground, que és un estadi ovalat i que no lluïa bé en els partits on es necessita un estadi rectangular.
Així que el 1986 va començar la construcció d'aquest estadi de forma rectangular a prop del Sydney Cricket Ground que té capacitat per a 44.000 espectadors, en un principi l'estadi tenia capacitat per a 41.000 espectadors però un temps després va ser augmentada a 45.500. El 1993, previ a l'augment de la capacitat, es va trencar el rècord amb 43.967 per al partit entre la selecció de futbol d'Austràlia i la selecció de futbol de l'Argentina en un partit classificatori pel mundial de futbol dels Estats Units de 1994. També l'any 2000 va rebre diversos partits dels Jocs Olímpics d'Estiu de 2000.

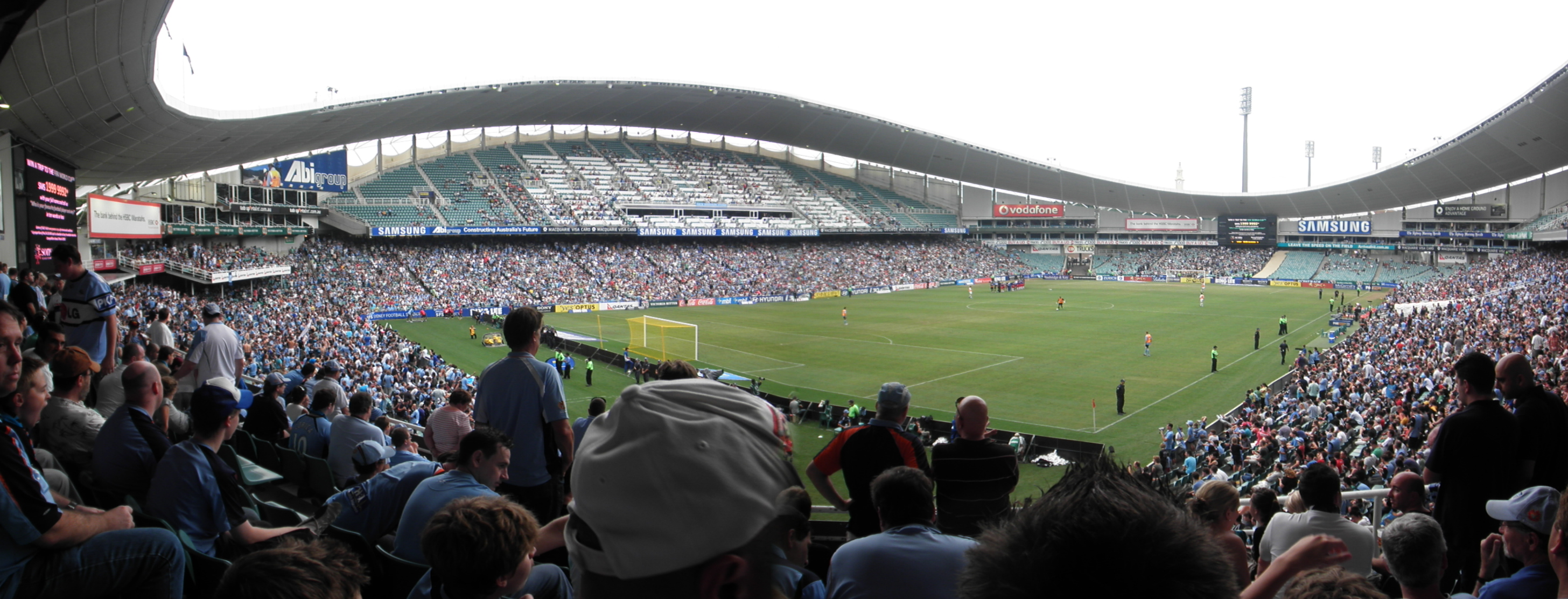
Imatge panoràmica de l'Estadi.